# Marek Woźniak (polityk)

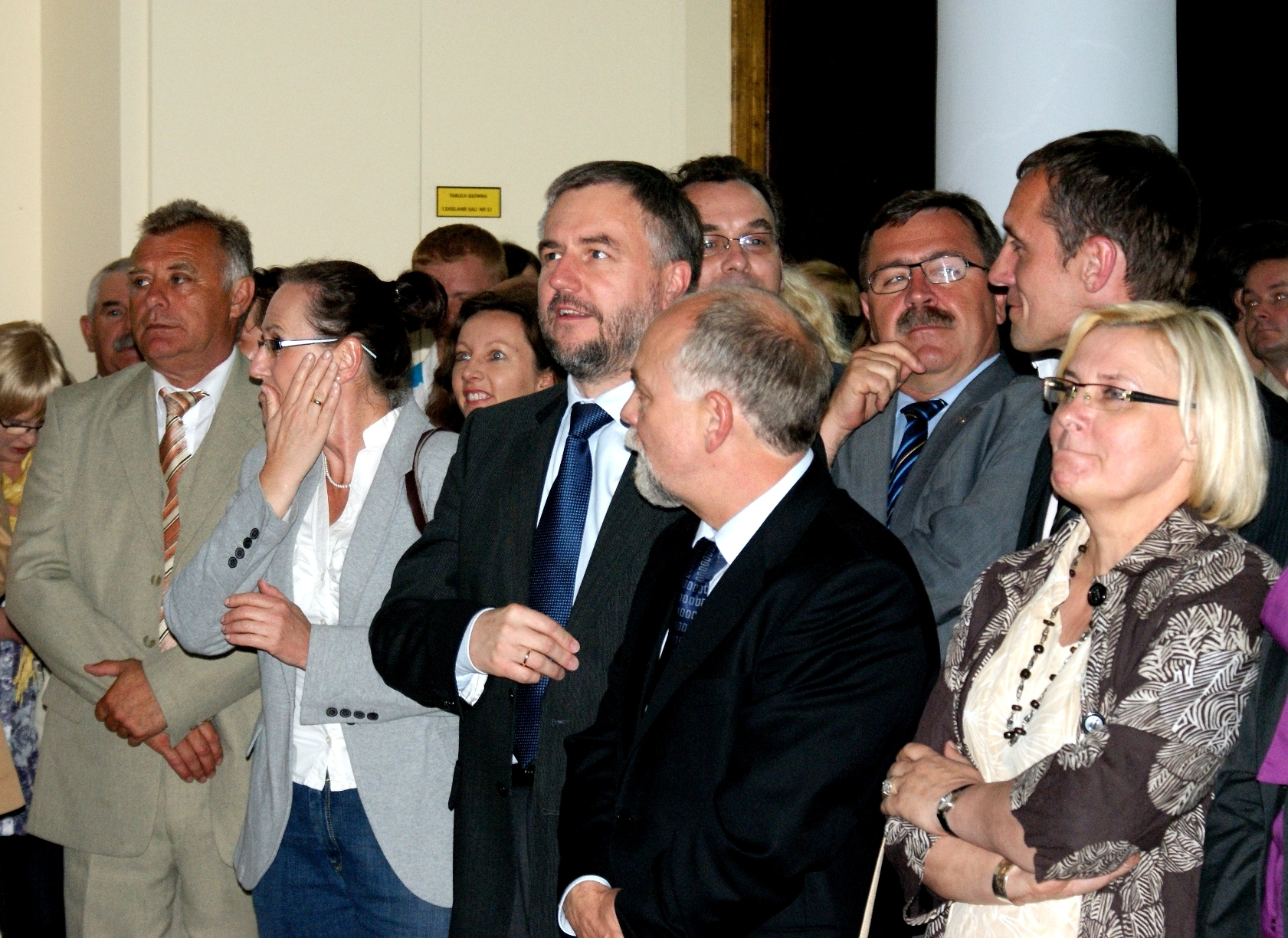
Marek Woźniak (w centrum po lewej), obok Piotr Florek (Poznań 2010)

Marek Woźniak (ur. 5 marca 1960 w Kaliszu) – polski polityk i samorządowiec, od 2005 marszałek województwa wielkopolskiego.

## Życiorys
Syn Mieczysława i Bożeny. Ukończył Szkołę Podstawową nr 16 w Kaliszu oraz III Liceum Ogólnokształcące w Poznaniu. Został następnie absolwentem Wydziału Historycznego Uniwersytetu Adama Mickiewicza w Poznaniu. Ukończył także Podyplomowe Studium Samorządu Terytorialnego oraz Polityki i Zarządu Lokalnego. W latach 1990–1994 był sekretarzem gminy Suchy Las, następnie sprawował funkcję pełnomocnika wojewody poznańskiego. Od 1998 kierował Urzędem Rejonowym w Poznaniu, jako pełnomocnik ds. utworzenia powiatu poznańskiego. Od 1998 był radnym, a od 2002 do 2005 także wicestarostą tego powiatu.
W październiku 2005 objął funkcję marszałka województwa wielkopolskiego. Stanowisko to utrzymał po wyborach samorządowych w 2006, w których uzyskał również mandat radnego sejmiku III kadencji z listy Platformy Obywatelskiej. W wyborach w 2010 po raz drugi uzyskał mandat radnego województwa. 1 grudnia tego samego roku trzeci raz objął stanowisko marszałka. W 2014 bez powodzenia kandydował do Parlamentu Europejskiego; został natomiast wybrany w tym samym roku kolejny raz do sejmiku, a 1 grudnia 2014 ponownie został marszałkiem. Mandat radnego utrzymał również w wyborach w 2018, w wyniku głosowania z 23 listopada 2018 pozostał na stanowisku marszałka województwa. W 2024 ponownie został wybrany na radnego województwa. 20 maja tegoż roku radni ponownie powierzyli mu funkcję marszałka.

## Odznaczenia i wyróżnienia
- Krzyż Oficerski Orderu Odrodzenia Polski (2022)[11]
- Krzyż Kawalerski Orderu Odrodzenia Polski (2012)[12]
- Złoty Krzyż Zasługi (2009)[13]
- Medal Stulecia Odzyskanej Niepodległości (2021)[14]
- Srebrny Medal za Zasługi dla Policji
- Brązowy Medal za Zasługi dla Policji[15]
- Srebrny Medal „Za zasługi dla obronności kraju”
- Odznaka Honorowa za Zasługi dla Samorządu Terytorialnego[16]
- Złota Odznaka „Zasłużony dla Ochrony Przeciwpożarowej”[17][18].
- Medal Honorowy im. Józefa Tuliszkowskiego[19]
- Nagroda im. Grzegorza Palki
- Odznaka Honorowa „Za Zasługi dla Miasta Konina”
- Medal „Za zasługi dla Uniwersytetu Ekonomicznego w Poznaniu”
- Nagroda „Komeda UMP”, przyznana przez Senat Uniwersytetu Medycznego im. Karola Marcinkowskiego w Poznaniu[20]
- Wyróżnienie Honorowe im. Łukasza Horowskiego[21]
- Odznaka Honorowa „Wierni Tradycji” nadana przez Towarzystwo Pamięci Powstania Wielkopolskiego 1918/1919[22]